# جيل بايك
جيل بايك (بالإنجليزية: Jill Pike)‏ مقدمة برامج إذاعية أمريكية، ولدت في 13 يوليو 1980 في الولايات المتحدة.